# موتور امیرآباد (خاش)
موتور امیرآباد یک منطقهٔ مسکونی در ایران است که در دهستان گوهرکوه واقع شده‌است. موتور امیرآباد ۸۱ نفر جمعیت دارد.